# Конка-дей-Марині
Конка-дей-Марині (італ. Conca dei Marini) — муніципалітет в Італії, у регіоні Кампанія, провінція Салерно.
Конка-дей-Марині розташована на відстані близько 230 км на південний схід від Рима, 36 км на південний схід від Неаполя, 19 км на південний захід від Салерно.
Населення — 688 осіб (2014).
Щорічний фестиваль відбувається 13 червня. Покровитель — Sant'Antonio di Padova.

## Демографія
Населення за роками:

Станом на 1 січня 2023 року в муніципалітеті офіційно проживало 18 іноземців з 9 країн, серед них 2 громадяни країн Євросоюзу та 4 громадяни України.

## Сусідні муніципалітети
- Амальфі
- Фуроре